# Poggio di Sant'Ilario Baganza
Poggio di Sant'Ilario Baganza è una frazione del comune di Felino, in provincia di Parma.
La località dista 5,15 km dal capoluogo.

## Geografia fisica
L'abitato del Poggio di Sant'Ilario Baganza si trova sulla riva destra del torrente Baganza; ai margini dei primi rilievi dell'appennino parmense.

## Monumenti e luoghi d'interesse
Nella frazione è ancora presente la vecchia stazione ferroviaria che, tra il 1910 e il 1954, apparteneva alla tranvia Parma-Marzolara.
Sì riscontra anche la presenza due dimore storiche: Villa Fochi, e Villa Adorni Mattioli. Quest'ultima è l'antica dimora in cui la famiglia Mattioli apportò numerose modifiche nel 1880 circa; vi è un viale d'accesso che conduce al giardino cintato antistante la villa. La quale è di forma quadrangolare e dall'aspetto massiccio, costituita da due piani la facciata presenta cinque finestre spaziate, mentre quella opposta risulta essere a capanna con due lunghi spioventi. All'interno i soffitti sono in cannucciato, e inoltre presentano decorazioni di fine ottocento. Nei pressi vi sono vari fabbricati di servizio, infatti i locali adibiti a stalla la quale rimase attiva fino al 2006; erano costituiti da pietre squadrate e si tratta di un ex oratorio edificato nel 1740 dai conti Ariani, il quale passò successivamente alla famiglia Mattioli. Infine il termine Adorni venne unito al nome della villa poiché, quest'ultimi vivevano nei pressi di San Vitale Baganza a partire dalla metà del XVI secolo; Tuttavia, fu solamente nella seconda metà del XX secolo che Guglielmina Adorni, ultima erede della famiglia, attraversò il torrente Baganza unendosi in matrimonio con il cavalier Giuseppe Mattioli, la cui famiglia risiedeva a Sant’Ilario Baganza fin dal 1700. Infatti fu quest'ultimo, essendo già ufficiale all'interno dell'esercito Turco-Ottomano e dal 1889 al 1891 anche sindaco del comune di Felino, a ricostruire la villa unendo i due cognomi. La Villa a partire dagli anni 90' del XX secolo appartiene agli eredi della famiglia.

## Economia
È presente uno degli stabilimenti della catena Citterio.  Oltre ad altri salumifici di cui alcuni l'attività è cessata. Sì riscontra la presenza di varie aziende agricole molte delle quali a conduzione familiare.

## Infrastrutture e trasporti
Nella località transita la linea di autobus extraurbani, che proviene dal confinante comune di Calestano e raggiunge, attraversando le località di Soragnola, Cevola e San Michele Gatti, la piazza di Felino.
Un camminamento pedonale sopraelevato sul torrente Baganza, denominato "La Ponticella", collega Poggio di Sant'Ilario a San Vitale Baganza, frazione di Sala Baganza; l'opera, della lunghezza complessiva di 334 m, fu edificata tra il 1914 e il 1922 e fu restaurata nel 2020 su finanziamento dei due comuni e della protezione civile.